# XV edició de la Mostra de València
La XV edició de la Mostra de València, coneguda oficialment com a XV Mostra de València - Cinema del Mediterrani, va tenir lloc entre el 13 i el 20 d'octubre de 1994 a València. Les projeccions es van fer a les sis sales dels Cines Martí de València. Es van projectar un total de 89 pel·lícules, de les que 26 (el 30 %) no són de països mediterranis: 15 a la secció oficial, 11 a la secció informativa, 10 de l'homenatge a María Félix, 1 de l'homenatge a Melina Merkuri, 1 de l'homenatge a Giulietta Masina, 6 de l'homenatge a Ismael Merlo, 23 del Cicle de Cineastes Valencians (amb pel·lícules de Francisco Romá Olcina, Luis Lucia Mingarro, Berlanga, Vicente Escrivá, Enrique Belloch, Vicent Tamarit o Carles Mira), 8 al cicle "La dona al cinema als Països Àrabs" i 11 del Cicle de Culte i terror psicotrònic. El cartell d'aquesta edició seria fet per Ana Juan i el pressupost fou de 206 milions de pessetes.
La gala d'inauguració fou presentada per Rosana Pastor i Javier de Medinaceli amb l'homenatjada María Félix, qui va cantar María bonita i es va projectar Enciende mi pasión de José Miguel Ganga. Hi van assistir el director i els protagonistes, Juan Luis Galiardo i Miguel Bosé. La gala de clausura fou presentada per Peter O'Toole.

## III Congrés Internacional de Música al Cinema
Alhora s'hi va celebrar el III Congrés Internacional de Música la Cinema, en el que es volia reconèixer el paper de la música al cinema. Fou nomenat president honorífic l'italià Armando Trovajoli, a qui es va retre homenatge juntament amb José Padilla Sánchez i es va programar un concert interpretat per l'Orquestra de València, dirigida pel mateix Trovajoli al Palau de la Música de València. Hi participarien, entre d'altres, Zbigniew Preisner, Alberto Iglesias, Bingen Mendizábal, Jean-Claude Petit i Bruno Coulais, entre d'altres.

## Pel·lícules exhibides

### Secció oficial
- Magareće godine de Nenad Dizdarević
- Satán Café de Pedro Uris
- Carta desde Huesca d'Antonio Artero Coduras
- Le Péril jeune de Cédric Klapisch
- Les Braqueuses de Jean-Paul Salomé
- Montand de Jean Labib
- I Epohi Ton Dolofonon de Nikos Grammatikós
- Tutti gli anni una volta l'anno de Gianfrancesco Lazotti
- Padre e figlio de Pasquale Pozzessere
- La vera vita di Antonio H. d'Enzo Monteleone
- Between Us Two... Beirut de Dima Al-Joundi
- L'Enfance volée de Hakim Noury
- Al-Kompars de Nabil Maleh
- Samt el qusur de Moufida Tlatli
- Gece, Melek ve Bizim Çocuklar d'Atıf Yılmaz
- Vukovar, jedna priča de Boro Drašković

### Secció informativa
- Abgeschminkt! de Katja von Garnier
- La boda de Muriel de P. J. Hogan
- Thirty Two Short Films About Glenn Gould de François Girard
- Killing Zoe de Roger Avary
- Ojalá Val del Omar de Cristina Esteban
- Ogni Scimmia Ha Il Suo Ramo d'Enzo Doria
- Il giudice ragazzino d'Alessandro Di Robilant
- Un Américain à Tanger de Mohamed Ulad-Mohand
- The Punk and the Princess de Mike Sarne

### Homenatges i cicles
A María Félix
- Doña Bárbara (1943) de Fernando de Fuentes
- La mujer de todos (1945) de Julio Bracho
- Enamorada (1946) d'Emilio Fernández
- Río Escondido (1948) d'Emilio Fernández
- Mare Nostrum (1948) de Rafael Gil Álvarez
- French Cancan (1954) de Jean Renoir

A Ismael Merlo
- Cristina Guzmán de Gonzalo Delgrás
- Trío de damas (1960) de Pedro Lazaga
- La caza de Carlos Saura

Cineastes valencians
- Moros y cristianos de Maximilià Thous i Orts

Dona al cinema als països àrabs
- À la recherche du mari de ma femme (1993) de Mohamed Abderrahman Tazi
- Bahr al-awham (1984) de Nadia Hamza
- Halfaouine, l'enfant des terrasses (1990) de Férid Boughedir
- Aziza (1981) d'Abdellatif Ben Ammar
- La Citadelle (1989) de Mohamed Chouikh

Cinema de culte i terror psicotrònic
- The Honeymoon Killers (1970) de Leonard Kastle
- Videodrome (1983) de David Cronenberg
- The 5,000 Fingers of Dr. T. (1953) de Roy Rowland

## Jurat
Fou nomenat presidenta del jurat l'actriu espanyola Ana Mariscal i la resta de membres foren l'actor eslovac Dušan Szabó, l'actriu grega Themis Bazaka l'actor italià Massimo Ghini, el muntador espanyol José Antonio Rojo Paredes i l'actor valencià Antonio Valero

## Premis
- Palmera d'Or (2.000.000 pessetes): Magareće godine de Nenad Dizdarević [7][8]
- Palmera de Plata (800.000 pessetes): Samt el qusur de Moufida Tlatli
- Palmera de Bronze (500.000 pessetes) i millor interpretació masculina: Giorgio Albertazzi, Paolo Bonacelli i Lando Buzzanca per Tutti gli anni una volta l'anno de Gianfrancesco Lazotti
- Premi Pierre Kast al millor guió: Nabil Maleh per Al-Kompars
- Menció a la millor fotografia: Bruno Cascio per Padre e figlio de Pasquale Pozzessere
- Menció a la millor interpretació femenina: Amel Hedhili i Hend Sabri per Samt el qusur de Moufida Tlatli